# Моравская Сербия

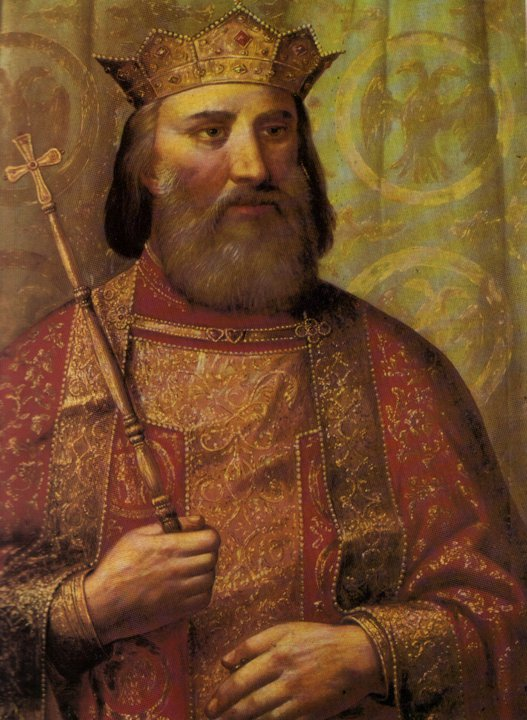
Лазарь (сербский князь)

Моравская Сербия (серб. Моравска Србија / Moravska Srbija) — средневековое государство, образовавшееся после распада Сербского царства. Моравская Сербия стала последним сербским государством перед османским владычеством. Основателем государства был Лазарь Хребелянович, впоследствии канонизированный православной церковью Сербии как святой.
Название происходит от наименования реки Морава.

## История
Лазарь Хребелянович начал создание государства из областей распавшегося Сербского царства, начав с пригорода Призрена. Чуть позже он начал укреплять государство, границы которого к 1375 году дошли до Крушеваца. Хотя ранее пообещав Стефану Урошу помощь, он позже отказался принять участие в битве при Марице, где сербская армия потерпела поражение от Османской империи. Вскоре после этого умер и Стефан Урош, который был последним правителем Сербского царства из династии Неманичей.
В 1353 году Лазарь Хребелянович присоединился к династическому роду Неманичей, женившись на Милице Неманич.